# ایستگاه بالارود
ایستگاه بالارود، روستایی از توابع بخش الوار گرمسیری شهرستان اندیمشک در استان خوزستان ایران است.

## خط راه‌آهن
- راه‌آهن سراسری ایران

## جمعیت
این روستا در دهستان حسینیه قرار دارد و براساس سرشماری مرکز آمار ایران در سال ۱۳۸۵، جمعیت آن ۳۸ نفر (۱۱ خانوار) بوده‌است.